# Christian Fischer (Eishockeyspieler)
Christian Fischer (* 15. April 1997 in Chicago, Illinois) ist ein US-amerikanischer Eishockeyspieler, der seit März 2025 bei den Columbus Blue Jackets aus der National Hockey League unter Vertrag steht und für diese auf der Position des rechten Flügelstürmers spielt. Zuvor verbrachte er sieben Jahre in der Organisation der Arizona Coyotes und spielte knapp eineinhalb Saisons für die Detroit Red Wings.

## Karriere
Fischer spielte zunächst bis 2013 Jugendeishockey in seiner Geburtsstadt bei den Chicago Mission. Nachdem er im Sommer 2013 in der OHL Priority Selection von den Windsor Spitfires ausgewählt worden war, entschied sich der Stürmer zunächst gegen eine Fortsetzung seiner Karriere im Ligensystem der Canadian Hockey League und wechselte stattdessen ins US National Team Development Program des US-amerikanischen Eishockeyverbandes USA Hockey. Zwischen 2013 und 2015 spielte er dort für die U17- und U18-Mannschaft in der United States Hockey League und auf internationalem Level. Im Sommer 2015 wurde er schließlich im NHL Entry Draft 2015 in der zweiten Runde an 32. Position von den Arizona Coyotes aus der National Hockey League ausgewählt.
Die Coyotes nahmen Fischer im August 2015 unter Vertrag und verfügten, dass er die Saison 2015/16 zur weiteren Entwicklung in der Ontario Hockey League bei den Windsor Spitfires verbringen sollte. Dort war der US-Amerikaner mit 90 Scorerpunkten in 66 Einsätzen punktbester Spieler seines Teams sowie ligaweit auf dem zehnten Platz angesiedelt. Nach dem frühzeitigen Scheitern des Teams in den Play-offs wechselte der Angreifer noch zum Ende der Spielzeit in den Profibereich und kam bei Arizonas Farmteam, den Springfield Falcons, in der American Hockey League zum Einsatz. In der folgenden Saison gehörte Fischer zum Kader des neuen Kooperationspartners, den Tucson Roadrunners. Nachdem er dort in der ersten Saisonhälfte zu überzeugen wusste, wurde er im Januar 2017 erstmals in den NHL-Kader der Coyotes berufen, wo er in drei Einsätzen zwei Tore erzielte, ehe er wieder ins Farmteam nach Tucson zurückkehrte.
Mit Beginn der Saison 2017/18 etablierte sich Fischer im Aufgebot der Coyotes. Letztlich war er sieben Jahre in der Organisation der Coyotes aktiv, bis er sich im Juli 2023 als Free Agent den Detroit Red Wings anschloss. Als diese ihn im März 2025 über den Waiver in die AHL schicken wollten, wurde sein Vertrag von den Columbus Blue Jackets übernommen.

### International
Fischer vertrat sein Heimatland im Rahmen der World U-17 Hockey Challenge im Januar 2014 sowie der U18-Junioren-Weltmeisterschaft 2005. Bei beiden Turnieren konnte die US-amerikanische Mannschaft mit der Goldmedaille im Gepäck die Heimreise antreten. Bei der World U-17 Hockey Challenge steuerte der Angreifer in sechs Spielen ebenso viele Scorerpunkte bei. Unter seinen zwei Toren befand sich auch ein Treffer im Finale. Bei der U18-Junioren-Weltmeisterschaft steuerte er in sieben Turnierspielen acht Punkte bei, darunter ein Tor.

## Erfolge und Auszeichnungen
- 2017 Teilnahme am AHL All-Star Classic

### International
- 2014 Goldmedaille bei der World U-17 Hockey Challenge
- 2015 Goldmedaille bei der U18-Junioren-Weltmeisterschaft

## Karrierestatistik
Stand: Ende der Saison 2024/25

### International
Vertrat die USA bei:
- World U-17 Hockey Challenge 2014 (Januar)
- U18-Junioren-Weltmeisterschaft 2015

(Legende zur Spielerstatistik: Sp oder GP = absolvierte Spiele; T oder G = erzielte Tore; V oder A = erzielte Assists; Pkt oder Pts = erzielte Scorerpunkte; SM oder PIM = erhaltene Strafminuten; +/− = Plus/Minus-Bilanz; PP = erzielte Überzahltore; SH = erzielte Unterzahltore; GW = erzielte Siegtore; 1 Play-downs/Relegation; Kursiv: Statistik nicht vollständig)